# De tavse piger
De tavse piger er en dansk dokumentarfilm fra 1985 med instruktion og manuskript af Anne Regitze Wivel.

## Handling
Flere og flere børn løber hjemmefra. De kan være smidt ud eller være på flugt fra konflikter i hjemmet. Derfor oprettede Københavns Kommune i midten af 70-erne en døgnkontakt for børn og unge under 18 år. Her kan unge gå lige ind fra gaden og få hjælp. Filmen er optaget på Døgnkontakten og beskæftiger sig med instruktørernes ord med en af de mest grundlæggende konflikter i livet: Forholdet mellem forældre og børn. Gennem en række samtaler dykker den ned i tre pigers liv, og undervejs opstår en bevidsthed om, hvor kompliceret det er at finde en klarhed over pigernes konflikter. Skridt for skridt afdækkes, bevidst og ubevidst, den komplekse baggrund for pigernes krise lige nu, årsagen til at de har forladt forældrene og nu søger hjælp på Døgnkontakten.